# البنية التحتية في إيطاليا
البنية التحتية في إيطاليا، (بالإنجليزية: Infrastructure of Italy) تتمتع إيطاليا ببنية تحتية تتسم بالكفاءة والحداثة، على الرغم من أنها بالمقارنة مع دول أوروبا الغربية الأخرى ذات الحجم المماثل تعتبر غير منافسة لهم. 
ترتبط شبه الجزيرة الإيطالية بأكملها ارتباطاً وثيقاً من خلال منظومة واسعة من السكك الحديدية والطرق السريعة والطرق الوطنية والمطارات والموانئ البحرية. أعيد بناء معظم البنية التحتية بعد الحرب العالمية الثانية، ولا تزال تخضع للتحسين المستمر والصيانة. ومع ذلك ، فقد فشلت العديد من المشاريع الهامة، من بينها نظام مترو الأنفاق في نابولي، والمزيد من السكك الحديدية في الجنوب والشرق لتسهيل حركة البضائع.

## المطارات
يوجد في إيطاليا عدد من المطارات الدولية الهامة ، وشركة الطيران الوطنية ، أليطاليا ، لديها أسطول يضم 166 طائرة تنقل 25 مليون مسافر سنويًا وتربط إيطاليا بـ 60 دولة أخرى. إجمالاً ، يوجد في إيطاليا 136 مطارًا ، أهمها ليوناردو دا فينشي فيوميتشينو (روما) ، مالبينسا وليناتي (كلاهما يخدم ميلانو) ، رونتشي دي ليجيوناري (تريست) ، كاسيل (تورينو) ، وماركو بولو (البندقية). 

## الموانئ
كانت الموانئ البحرية عنصرًا أساسيًا في نظام النقل الإيطالي ؛ يتعاملون مع نسبة كبيرة من البضائع حتى منتصف السبعينيات. غير أنه بسبب تطور وسائل النقل البديلة والمنافسة من الموانئ المجاورة ، انخفضت حركة المرور إلى حد ما. تعتبر موانئ ترييستي وجنوة ونابولي وتارانتو وأوغوستا وجويا تاورو وليفورنو مهمة اقتصاديًا لمناطقها. إيطاليا هي قوة رئيسية في شحن الحاويات في البحر الأبيض المتوسط. يتكون الأسطول التجاري الإيطالي من أكثر من 2000 سفينة ، 1331 منها أكثر من 100 طن. كما تمتلك البلاد 1500 ميل من الممرات المائية المستخدمة لأغراض تجارية ، ولكن هذا النظام غير مطور نسبياً.

## الطرق
بما أن معظم البضائع في إيطاليا يتم نقلها عن طريق البر ، فإن النظام يتم تحديثه وتحسينه باستمرار. وهو يوفر شبكة عالية التطور وفعالة من الطرق السريعة المترابطة والطرق الأقل ، وخاصة في المناطق الشمالية. الطرق الرئيسية في محور نظام الطرق هي تورينو-ميلانو-البندقية-تريست ، و ميلانو-بولونيا-فلورنسا-روما ، و ميلانو-جنوة ، وروما-نابولي. يبلغ طول الطريق السريع 6،460 كيلومتراً (4،014 ميلاً) ، معظمها في المناطق الشمالية والوسطى ، ويتألف النظام بشكل عام من 654،676 كيلومتراً (406،815 ميل) من الطرق المعبّدة. تشكل هذه الشبكة روابط ممتازة  لباقي أوروبا. ومع ذلك، حتى شبكة الطرق الواسعة والمتطورة في إيطاليا أصبحت الآن بالكاد قادرة على التعامل مع حركة المرور المتزايدة باطراد.

## السكك الحديدية
نظام السكك الحديدية في البلاد هو أيضا متطور للغاية ويقطع مسافة 19،394 كلم (12،051 ميل). عادة ما تكون قطارات الركاب الإيطالية دقيقة ومريحة ورخيصة مقارنة ببقية دول أوروبا. وهي وسائل السفر المفضلة لكثير من المسافرين وكذلك السياح ، الذين يمكنهم بالتالي تجنب الطرق المزدحمة والمناطق الحضرية. من أجل تحسين النظام ، تقوم شركة السكك الحديدية المملوكة للدولة Ferrovie dello Stato (FS) حاليًا بتطوير مشروع لإدخال قطارات عالية السرعة مثل قطار TGV الفرنسي.